# Ola Bini
Ola Bini (nacido como Ola Martin Gustafsson, Gotemburgo, 1982) es un desarrollador de software, programador, y activista de Internet sueco, trabaja para el Centro de Autonomía Digital en problemas de privacidad, seguridad y criptografía. Radicado en Ecuador desde 2013. En abril de 2019 fue detenido por estar presuntamente vinculado a Julian Assange y Wikileaks, para enero de 2023 fue declarado inocente.

## Trabajo
Trabajó para ThoughtWorks. Ha estado involucrado en el diseño y la implementación del lenguaje de programación (JRuby, Ioke, Seph), según su portal, trabaja en tecnologías de mejora de la privacidad.

## Publicaciones
Es autor de dos publicaciones para crear aplicaciones de desarrollo web.
- Using JRuby: Bringing Ruby to Java, publicado en 2011[6]
- Practical JRuby on Rails Web 2.0 Projects: Bringing Ruby on Rails to Java, publicado en 2007[7]

## Centro de Autonomía digital
El Centro de Autonomía Digital, una organización sin fines de lucro incorporada en Ecuador y España "con el propósito de hacer de Internet un lugar más seguro para todos", del cual es director técnico, publicó una declaración detalla sus contribuciones y notando que había sido clasificado por Computerworld como el desarrollador número 6 de Suecia (en 2008), y que "creó dos lenguajes de programación" y es "un activista de software libre, privacidad y transparencia desde hace mucho tiempo". La declaración enumeró sus contribuciones a loke, Seph, JesCov, JRuby, JtestR, Yecht, JvYAMLb, JvYAML-gem, RbYAML, Costillas, ActiveRecord-JDBC, Jatha, Xample y JOpenSSL.

## Juicio en Ecuador
El presidente ecuatoriano, Lenín Moreno, anunció el 27 de julio de 2018 que había iniciado conversaciones con las autoridades británicas para retirar el asilo de Assange. El 11 de abril de 2019, el asilo fue retirado y fue arrestado. Luego de la detención del fundador de WikiLeaks en la embajada de Ecuador en Londres, se dictó orden de captura en Ecuador contra Ola Bini, quien fue detenido y arrestado el jueves en el aeropuerto de Quito cuando se preparaba para abordar un vuelo a Japón. El arresto se produjo pocas horas después de que Assange fuera desalojado de la embajada ecuatoriana en Londres. Bini llevaba al menos 30 dispositivos de almacenamiento electrónico.
Según la organización internacional WikiLeaks, se trata de una represalia por haber divulgado una red de corrupción que supuestamente involucra al presidente Lenin Moreno y familiares en los INA Papers.
Dentro de la audiencia de formulación de cargos, la ministra del Interior María Paula Romo ha señalado a Bini como sospechoso de participar en un complot para desestabilizar el gobierno de Moreno.
El arresto se produjo pocas horas después de que Assange fuera desalojado de la embajada ecuatoriana en Londres . Bini llevaba al menos 30 dispositivos de almacenamiento electrónico. En respuesta, el abogado defensor Carlos Soria dijo a Reuters que "están tratando de relacionarlo con algún tipo de posible caso de espionaje sin ninguna prueba o evidencia. Es un amigo personal de Julian Assange, no es miembro de WikiLeaks, y ser amigo de alguien no es un delito, ni tener computadoras en su casa ". El abogado publicó una lista más detallada de las objeciones.
Romo alegó que Bini había estado involucrado en el complot con dos piratas informáticos rusos y el exministro de Relaciones Exteriores, Ricardo Patiño, quien había otorgado asilo a Assange en 2012, afirmando que Bini había viajado con el ministro de Relaciones Exteriores a Perú, España y Venezuela. Patiño respondió: "El ministro del interior dijo que el hombre sueco que fue arrestado ayer trabajó conmigo. Nunca lo he conocido. Peor viajó con él. Tampoco conozco a los hackers rusos. Los únicos rusos que conozco son: el presidente Putin, el ministro de Relaciones Exteriores Lavrov y el embajador ruso ". La semana siguiente, Ecuador solicitó una Notificación Roja de Interpol para Patiño, quien huyó del país luego de que los fiscales intentaron acusarlo por animar a los manifestantes a bloquear las carreteras e ingresar a las instituciones públicas el año anterior.
Los padres de Bini, Dag Gustafsson y Gorel Bin, dijeron que su hijo había sido amenazado en prisión y que permanecerían en Ecuador hasta que lo liberaran.
El 31 de enero de 2023, en una audiencia de juzgamiento iniciada originalmente en enero de 2022 y continuada en mayo de ese año y en enero de 2023, el Tribunal Penal de Pichincha emitió sentencia ratificando el estado de inocencia de Bini.

## Reacción internacional
Los informes de noticias del caso han sugerido que, al igual que la revocación del asilo de Assange, podría ser una respuesta a la publicación de los INA papers, que detallaban las transacciones financieras extraterritoriales de Lenin Moreno y sus familiares. Los documentos, que motivaron la investigación de la legislatura, pueden haber sido remitidos por el ministro del Interior, Romo, cuando afirmó que tenía "pruebas suficientes de que [Bini] estaba colaborando en los intentos de desestabilizar al gobierno". Los documentos se publicaron en un sitio web independiente y se divulgaron en una noticia de La Fuente ; Wikileaks ha negado cualquier papel en la obtención o publicación de los documentos, y el propio Assange fue supervisado de cerca y aislado de la comunicación en la embajada.
Vijay Prashad, escribiendo para CounterPunch, escribió un editorial en forma de una carta a Bini preguntando "¿Qué quieren que digas, Ola? El gobierno de Estados Unidos tiene a Chelsea Manning en prisión. Ellos quieren que ella incriminue a Assange. ¿Está el gobierno ecuatoriano actuando por el gobierno de los Estados Unidos, pidiéndole que diga cosas sobre Assange, cosas que obviamente no sabría? "Y finaliza" Usted es un preso político ".
Una carta abierta de un grupo de ciudadanos importantes preocupados, incluidos Noam Chomsky, Pamela Anderson y Brian Eno, se publicó como editorial en Aftonbladet . Instó al gobierno sueco a involucrarse políticamente en el caso a un nivel más allá de la asistencia consular ordinaria.
La Electronic Frontier Foundation emitió una declaración de que las autoridades ecuatorianas no tienen "ninguna razón" para detener a Bini, y escriben que "Uno podría esperar que la administración ecuatoriana muestre a Bini como un ejemplo de la promesa de alta tecnología del país y utilice su experiencia para ayudar a la nueva administración a asegurar su infraestructura, al igual que su propia Unión Europea hizo uso de la experiencia de Ola al desarrollar su proyecto de privacidad DECODE financiado por el gobierno. En EFF, estamos familiarizados con los fiscales demasiado entusiastas que intentan implicar a codificadores inocentes representándolos como cibermuerzos peligrosos, así como demonizando las herramientas y el estilo de vida de los programadores que trabajan para defender la seguridad de la infraestructura crítica, no la socavan. Estos casos son indicativos de un pánico tecnológico inadecuado, y sus afirmaciones rara vez son confirmadas por los hechos ".
La organización internacional en defensa de la libertad de expresión e información Artículo 19 solicitó la liberación de Bini, afirmando su preocupación porque el arresto y la detención ilegal de Ola Bini forme parte de una ofensiva contra la comunidad de desarrolladores que construyen herramientas de tecnología de seguridad digital que permiten las libertades de Internet y la comunicación segura en línea". Amnistía Internacional también ha denunciado su caso.
Se estableció un sitio web gratuito de Ola Bini, con una carta de solidaridad que cita a muchas organizaciones de apoyo, que exhorta a los lectores a unirse a una campaña de Code Pink que apoya su lanzamiento.